# Hoya elegans
Hoya elegans är en oleanderväxtart som beskrevs av Jacob Gijsbert Boerlage. Hoya elegans ingår i släktet Hoya och familjen oleanderväxter. Inga underarter finns listade i Catalogue of Life.